# Battery Park
Battery Park è un parco pubblico con una superficie di circa 8,5 ettari, corrispondenti a 85 000 mq, situato all'estremità meridionale dell'isola di Manhattan a New York. Prende il suo nome dalla batteria di cannoni che difendeva il porto della città, al tempo in cui era colonia olandese e britannica.
Alla sua estremità settentrionale si trova un memoriale delle vittime dell'AIDS, mentre al suo interno è conservato ancora un forte del XIX secolo, il Castle Clinton, attualmente museo nazionale.
All'altra estremità del parco si trova il ristorante Battery Gardens, accanto all' United States Coast Guard Battery Building. Lungo la riva, la compagnia Statue Cruises offre traghetti per visitare la Statua della Libertà ed Ellis Island. Il parco è anche la sede dell'East Coast Memorial, a commemorazione dei militari americani deceduti nelle acque lungo la costa dell'Oceano Atlantico occidentale durante la Seconda guerra mondiale, e molti altri memoriali. A nord-ovest del parco si trova Battery Park City, una comunità pianificata, costruita su una discarica tra gli anni ‘70 e '80. Questa comprende il Robert F. Wagner Park e la Battery Park City Promenade. Insieme all' Hudson River Park, un sistema di spazi verdi, piste ciclabili e passeggiate si estendono ora fino alle rive del fiume Hudson. Attraverso State Street a nord-est si erge la vecchia Dogana degli Stati Uniti, ora utilizzata come succursale del Museo Nazionale degli Indiani d'America e del distretto degli Stati Uniti Bankruptcy Court . All'estremità sud-orientale del parco si trova Peter Minuit Plaza, di fronte al South Ferry Terminal, il traghetto per Staten Island.

## Storia
La costa meridionale dell'isola di Manhattan, conosciuta come The Battery, almeno dal XVII secolo, aveva la funzione di proteggere la città. La "batteria" era il centro delle celebrazioni dell'Evacuation Day, celebrazioni che commemorano la partenza delle ultime truppe britanniche negli Stati Uniti dopo la Guerra d'Indipendenza Americana. L'attuale parco è stato creato da una discarica nel corso del XIX secolo. I grattacieli ora occupano la maggior parte dell'area originale, fermandosi bruscamente dove inizia il parco. In State Street sopravvive una singola villa federale: il Santuario di Santa Elizabeth Ann Seton. Fino al 1820, l'elegante quartiere residenziale della città si trovava a nord di questa casa, tra Broadway e il  "North River", ora conosciuto come il fiume Hudson.

### Castle Garden
All'interno del parco si trova Castle Clinton, un forte americano costruito su una piccola isola artificiale, prima della guerra del 1812, in onore al sindaco DeWitt Clinton. Quando fu terraformata  Battery Park, esso circondò e incorporò l'isola. Secondo i dati del National Park Service, Castle Clinton venne considerato il Parco Nazionale più popolare. Castle Clinton, dove è situata la biglietteria per i traghetti per la Statua della Libertà ed Ellis Island, ha registrato, nel 2009, quasi 4 080 000 visitatori. La fortezza divenne proprietà della città dopo la guerra ed è stata ribattezzata Castle Garden, divenendo un popolare lungomare con una birreria all'aperto. Più tardi venne ricoperto ed è diventato uno migliori luoghi di espressione teatrale degli Stati Uniti, contribuendo enormemente allo sviluppo della città di New York come capitale teatrale della nazione. La migrazione delle élite della città nei quartieri alti crebbe in concomitanza alla migrazione di massa Europea della metà del XIX secolo. Come gli immigrati si stabilirono nella zona della “Battery”, la posizione divenne meno favorevole ai frequentatori del teatro, così Castle Garden venne chiuso. La struttura fu poi trasformata nel primo scalo per l'immigrazione al mondo, dove, a partire dal 1855, venivano registrati milioni di immigrati, quasi 40 anni prima che il suo successore, Ellis Island, aprisse le sue porte. Questo periodo coincise con i flussi di immigrati risultanti dalla Grande Fame irlandese e da altri e cruciali eventi europei.  La struttura,in seguito, fino al 1940, ospitò l'Acquario di New York, quando fu minacciato di essere distrutto. Oggi è un monumento nazionale conosciuto ancora con il suo nome originale, e gestito dal National Park Service. Oltre a una piccola mostra di storia e concerti occasionali, il forte è diventata la biglietteria per i traghetti utilizzati per visitare la Statua della Libertà ed Ellis Island.

### La Sfera
La Sfera di Fritz Koenig che sorgeva al centro della piazza del World Trade Center, cinque mesi dopo essere stata danneggiata nell'attentato dell'11 settembre 2001 è stata reinstallata in una posizione temporanea lungo l'Eisenhower Mall nella parte settentrionale del parco. “Hope Garden” è un memoriale dedicato alle vittime dell'AIDS. Con la sua fiamma votiva il giardino è stato adibito anche a memoriale temporaneo dell'11 settembre. Il giardino venne utilizzato anche come luogo per manifestazioni pro-ambiente a causa della sua fragilità e del suo stato di attrazione turistica.

## Sotto il parco
Battery Park, grazie alla sua posizione, ha svolto un ruolo importante nella costruzione di diverse infrastrutture di trasporto attive situate sotto il parco:
- Tunnel di Brooklyn-Battery, che conduce il traffico veicolare verso Brooklyn
- Battery Park Underpass, che trasporta il traffico veicolare da West Street a FDR Drive
- IRT Broadway - Seventh Avenue Line e IRT Lexington Avenue Line
- Complesso della metropolitana South Ferry

## Scavi archeologici
L'8 dicembre 2005 le autorità di New York hanno annunciato che i costruttori che lavoravano sulla nuova stazione della metropolitana South Ferry di Battery Park avevano trovato i resti di un muro di pietra risalente a 200 anni fa. Dopo l'analisi archeologica, venne dimostrato che fosse la più antica struttura artificiale ancora presente a Manhattan. Nello scavo si trovarono complessivamente quattro pareti distinte e oltre 250 000 singoli manufatti. Una porzione di muro venne messa in mostra temporanea all'interno di Castle Clinton. Nel 2009, una lunga porzione di parete fu incorporata in modo permanente nella parete di ingresso della nuova stazione in costruzione.